# Faura
|  | Per a altres significats, vegeu «Montse Faura». |

Faura és una vila i municipi del País Valencià situat a la comarca del Camp de Morvedre, dins la comarca històrica de les Valls. Segons el cens de 2014, la localitat té 3.556 habitants (INE). És la seu administrativa de la Mancomunitat de les Valls.

## Geografia
Faura està situada en la comarca de la Vall de Segó (popularment "les Valls"). La superfície del terme és plana, amb excepció d'un petit sector al sud-oest pel qual penetra en les muntanyes de la Rodana, i poblada d'horts de tarongers.
La localitat està situada al límit nord del terme, i es forma una conurbació amb Benifairó de les Valls.

### Accessos
S'hi pot accedir al municipi a través de la carretera CV-320, la qual enllaça amb la carretera N-340 i l'autovia A-7 en direcció València-Castelló i amb la A-23 en direcció Terol.

### Municipis limítrofs
|                        | Quartell, Quart de les Valls |                     |
| Benifairó de les Valls | Rosa dels vents              | Benavites, Quartell |
|                        | Sagunt                       |                     |

## Símbols
L'escut de Faura es va adoptar el 1979 per tal de perpetuar, d'acord la simbologia i normes de l'heràldica, els fets més rellevants i peculiars del seu passat històric. La Reial Acadèmia d'Història el descriu així:
| « | En la meitat superior de l'escut es troben les Armes d'Aragó, que consisteixen en quatre pals de gules en camp d'or. En segon lloc, l'antiga Creu de l'Orde de Montesa en gules. En tercer lloc, entat en puntes d'onades d'atzur i plata, com el porten els llinatges de Vilarrasa i Vives, que van ser els que van exercir el senyoriu de Faura. I al timbre, la corona reial, tancada, en record dels Comtes de Faura. | » |

## Història

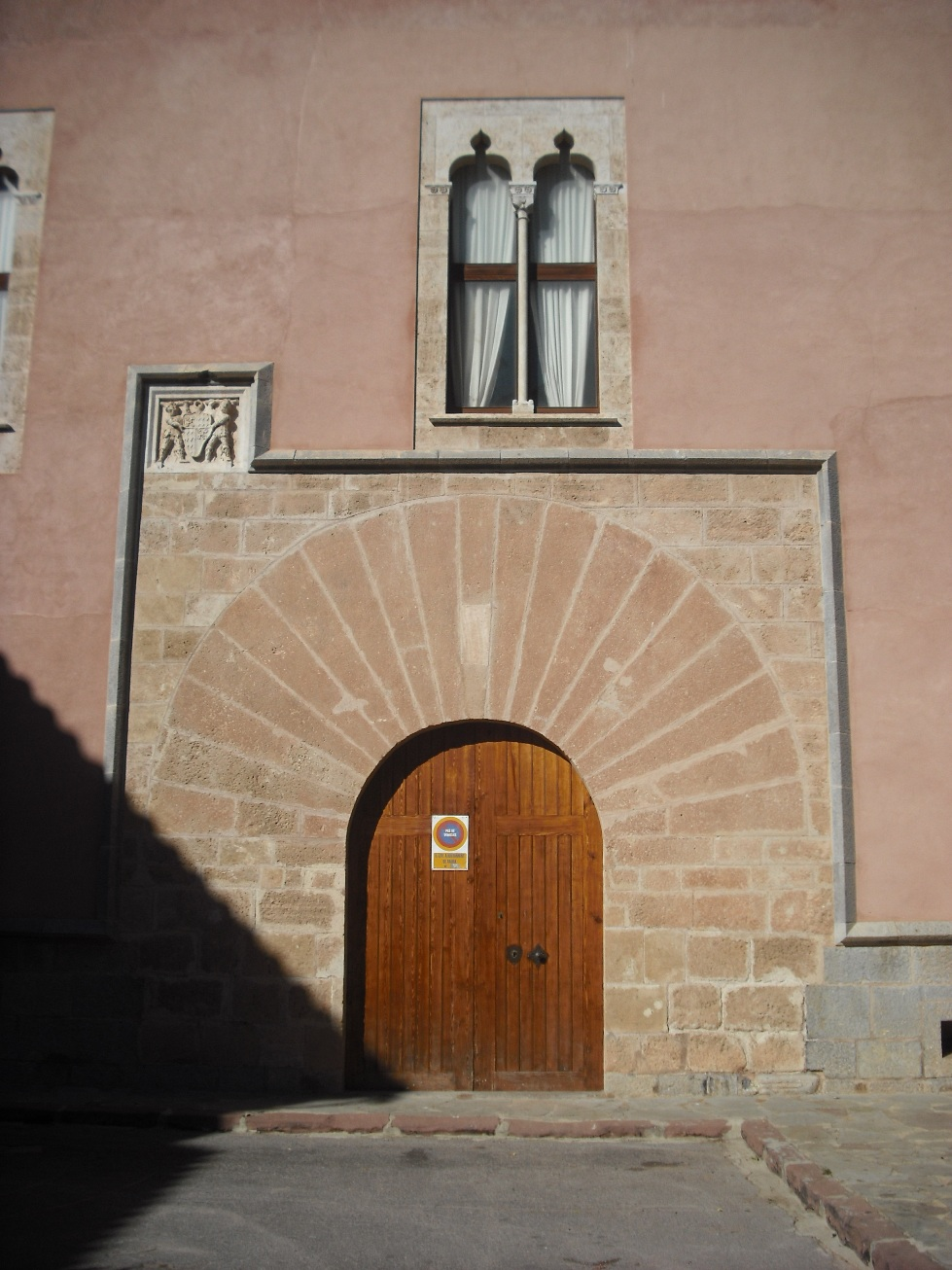
Portalada del palau comtal.

Hi ha indicis de restes romanes i jueves a la zona, tot i que s'ha donat sempre més rellevància a l'origen musulmà de Faura. Tanmateix, no s'han trobat proves que descarten un altre origen anterior. La població actual, de totes maneres, prové de la progressiva fusió d'una sèrie d'alqueries conegudes com a «els llogarets de Segó». D'una d'elles queda la seua antiga plaça major, actual plaça d'Almorig. Després de la conquesta cristiana, va romandre sota la jurisdicció Morvedre, que tenia una jurisdicció suprema i mer imperi.
L'any 1473, el rei Joan II constituí un senyoriu, amb jurisdicció alfonsina i el terç delme, en el qual s'integrà Faura amb Rubau i Almorig. Eixe senyoriu va ser atorgat a Pere Ramon de Montsoriu va pertànyer a la seua família fins a finals del segle xvi, moment en què va passar a les mans de Joan de Vilarrasa. A Faura va residir una població mixta de moriscs i cristians fins a la definitiva expulsió dels primers en 1609. En 1647, Felip IV va elevar el senyoriu a rang de comtat, i passà poc després als Vives de Canyamars, que mantindrien la possessió fins a la supressió dels senyorius jurisdiccionals en 1814. En època medieval l'alqueria va estar emmurallada, encara que avui tot just queden restes de la muralla. En el Diccionari de Madoz (1845-1850) apareix la següent descripció:
| «                     | FAURA: v[illa] con ayunt[amiento] de la prov[incia] de Valencia (4 1/2 leg[uas]) […] Sit[uada] en un llano del valle de Sego ó Valletes de Sagunto, y faldas orientales de una pequeña cord[illera] que forma parte de la sierra Espadan […] Tiene 202 casas que se distribuyen en 7 calles y 3 plazas, y se hallan cercadas por unas simples tapias que la sirven de muralla y se levantaron para preservarse de las tentativas de los carlistas; hay casa de ayunt[amiento], un palacio del S[eño]r conde de Faura, escuela de niños [...], otra de niñas [...], igl[esia] parr[oquial] (los Santos Juanes) […] de la que es anejo el l[ugar] de Rubau [...], una ermita dedicada á San Sebastian en la pendiente del monte llamado la Rodana, muy cerca del pueblo, y un cementerio al lado de igl[esia] por la parte del S. […] En su radio y como dependientes de su distr[ito] municipal, se encuentran los ant[iguos] l[ugares] de Rubau y Llogarets; este último se componia de los lugarcitos ó barrios denominados Sta. Coloma, Frares y Garrofera, los cuales compusieron ayunt[amiento] independiente hasta 1845, en cuyo año se agregaron á Faura, aunque en lo ecl[esiástico] dependen de la jurisd[icción] de Benifayró. […] El terreno participa de secano y huerta que se fertiliza con las aguas de la abundante fuente de Cuart, que sirven tambien para el uso de los vec[inos]; generalmente es feraz como todo el valle de Sego ó Valletes de Sagunto […] Los caminos son locales y de herradura; solo á la dist[ancia] de 1/4 de hora al E. cruzan la carretera real de Valencia á Barcelona […] Prod[ucción]: trigo, maiz, alubias, algarrobas, aceite, vino, seda, varias clases de frutas, legumbres y hortalizas, mantiene el suficiente ganado para el abasto de la pobl[ación], y caza en muy poca cantidad. Ind[ustria]: la agrícola, una fáb[rica] de aguardiente, un molino harinero, 13 de aceite y 3 hornos de pan cocer; el estado de aquellos no es nada satisfactorio […] Pobl[ación]: 200 vec[inos], 733 alm[as]. LLOGARETS: l[ugar] de[l] […] distrito municipal de Faura […] sit[uado] en el centro del valle de Sego ó Valletes de Sagunto […] Comprende tres barrios denominados Sta. Coloma, Frares y Garrofera, separados entre sí unos de otros á muy pocos pasos, cada uno de los cuales tiene las siguientes particularidades; el primero consta de 30 casas de pobre aspecto y casi todas deterioradas, 4 calles y 2 plazas, con su igl[eisa] dedicada á San Juan Bautista, aneja de la parr[oquia] de Benifayró dels Valls y un cementerio agregado á ella. En el barrio de Frares hay 11 casas distribuidas en 3 calles, en el de Garrofera 10 de las primeras y una calle. Este l[ugar] era un pueblo independiente con ayunt[amiento] hasta el año 1845, que por no tener los vec[inos] marcados por la ley, se agregó al distrito municipal de Faura […] Pobl[ación]: 20 vec[inos], 585 alm[as] [...] RUBAU: l[ugar] […] sit[uado] en el centro del Valle de Sego ó Valletes de Sagunto, casi conjunto al barrio llamado Garrofera, y se compone de 16 casas de pobre aspecto y mala fáb[rica], con tres calles y una igl[esia] particular dedicada á San Roque, aneja tambien de la parr[oquia] de Faura […] Pobl[ación]: 13 vec[inos], 45 alm[as]. | » |
| — Diccionari de Madoz | |   |

En el segle xvii la vila va ultrapassar el recinte emmurallat, edificant un carrer Nou i actualment Major. Però va ser al llarg del segle xx —sobretot en els anys 50-70— i encara hui dia, quan la població es va estendre cap al ponent, ocupant àmplies zones que van anar de vinyers en la part més alta i de regadiu en la més pròxima al nucli antic.
En la segona meitat del segle xix va absorbir el lloc de Rubau i, el 1884, Faura es va fusionar amb el poble veí de Benifairó de les Valls i van constituir l'anomenada «Vila de la Unió», fins que en 1906 tornaren a separar-se ambdues poblacions. Durant la II República i la guerra civil fou un important reducte de l'esquerra, motiu pel qual va patir una forta repressió en la postguerra. L'escàs perímetre del seu terme va motivar una sèrie de contenciosos amb Sagunt, entre els anys 40 i 60, amb la fi d'ampliar límits i recursos; iniciatives que no arribarien a fructificar.

## Demografia
El cens de Jeroni Munyós (1565-1572) dona a Faura 15 veïns, uns 90 habitants. Anys abans de l'expulsió dels moriscos, la població de Faura juntament amb Rubau i Almorig comptava amb 100 cases, residint moriscos en aproximadament la meitat d'elles. Durant la meitat del segle xix la població era de 1.308 habitants. En 1960 de 2.287, i el creixement va prosseguir fins a finals de la dècada dels anys setanta, així, el 1981 tenia 2.772 habitants.
| 1990  | 1992  | 1994  | 1996  | 1998  | 2000  | 2002  | 2004  | 2005  | 2006  | 2007  | 2009  | 2010  | 2011  | 2012  | 2014  |
| ----- | ----- | ----- | ----- | ----- | ----- | ----- | ----- | ----- | ----- | ----- | ----- | ----- | ----- | ----- | ----- |
| 2.789 | 2.821 | 2.840 | 2.809 | 2.819 | 2.830 | 2.792 | 2.743 | 2.959 | 3.029 | 3.177 | 3.535 | 3.578 | 3.648 | 3.602 | 3.556 |

## Economia
L'economia de Faura està basada en l'agricultura, amb un predomini clar del cultiu dels cítrics, amb una superfície conreada de 41 hectàrees que suposa el 94% de la superfície beneficiada pel reg, i recolzada en la indústria de manipulació i transformació dels productes agrícoles. El descens de la superfície agrària útil en els últims anys és degut a la reconversió del sòl en urbà-industrial i en l'ocupació de les infraestructures viàries.

## Política i govern

### Composició de la Corporació Municipal
El Ple de l'Ajuntament està format per 11 regidors. En les eleccions municipals de 26 de maig de 2019 foren elegits 7 regidors del Partit Socialista del País Valencià (PSPV-PSOE), 2 de Junts per Faura (ERPV-EUPV-Compromís) i 2 del Partit Popular (PP).
| Eleccions municipals de 26 de maig de 2019 - Faura                                                                            |                                          |                                     |                                     |        |          |          |
| Candidatura | Candidatura                              | Candidatura                         | Cap de llista                       | Vots   | Vots     | Regidors |
| | Partit Socialista del País Valencià-PSOE |                                     | Antoni Francesc Gaspar Ramos        | 1.139  | 62,04%   | 7 ()     |
| | Junts per Faura (ERPV-EUPV-Compromís)    |                                     | Domènec Garcia Anglés               | 341    | 18,57%   | 2 ()     |
| | Partit Popular                           |                                     | José Fidel Centelles Pérez          | 334    | 18,19%   | 2 ()     |
| | Vots en blanc                            |                                     |                                     | 22     | 1,20%    |          |
| Total vots vàlids i regidors                                                                                                  | Total vots vàlids i regidors             | Total vots vàlids i regidors        | Total vots vàlids i regidors        | 1.836  | 100 %    | 11       |
| | Vots nuls                                | Vots nuls                           | Vots nuls                           | 16     | 0,86%    |          |
| Participació (vots vàlids més nuls)                                                                                           | Participació (vots vàlids més nuls)      | Participació (vots vàlids més nuls) | Participació (vots vàlids més nuls) | 1.852  | 66,91%** |          |
| Abstenció | Abstenció                                | Abstenció                           | Abstenció                           | 694*   | 33,19%** |          |
| Total cens electoral | Total cens electoral                     | Total cens electoral                | Total cens electoral                | 2.768* | 100 %**  |          |
| Alcalde: Antoni Francesc Gaspar Ramos (PSPV) (15/06/2019) Per majoria absoluta dels vots dels regidors                        |                                          |                                     |                                     |        |          |          |
| Fonts: JEC, JEZ Sagunt, M. Interior, Periòdic Ara. (* No són vots sinó electors. ** Percentatge respecte del cens electoral.) |                                          |                                     |                                     |        |          |          |

### Alcaldes
Des de 2003 l'alcalde de Faura és Antoni Francesc Gaspar Ramos del PSPV.
| Període                       | Alcalde o alcaldessa         | Partit polític | Data de possessió | Observacions |
| ----------------------------- | ---------------------------- | -------------- | ----------------- | ------------ |
| 1979–1983                     | Jesús Forner Pérez           | UCD            | 19/04/1979        | --           |
| 1983–1987                     | Enrique Ferrer Soriano       | PSPV-PSOE      | 28/05/1983        | --           |
| 1987–1991                     | Enrique Ferrer Soriano       | PSPV-PSOE      | 30/06/1987        | --           |
| 1991–1995                     | Enrique Ferrer Soriano       | PSPV-PSOE      | 15/06/1991        | --           |
| 1995–1999                     | Enrique Ferrer Soriano       | PSPV-PSOE      | 17/06/1995        | --           |
| 1999–2003                     | Enrique Ferrer Soriano       | PSPV-PSOE      | 03/07/1999        | --           |
| 2003–2007                     | Antoni Francesc Gaspar Ramos | PSPV-PSOE      | 14/06/2003        | --           |
| 2007–2011                     | Antoni Francesc Gaspar Ramos | PSPV-PSOE      | 16/06/2007        | --           |
| 2011–2015                     | Antoni Francesc Gaspar Ramos | PSPV-PSOE      | 11/06/2011        | --           |
| 2015–2019                     | Antoni Francesc Gaspar Ramos | PSPV-PSOE      | 13/06/2015        | --           |
| 2019-2023                     | Antoni Francesc Gaspar Ramos | PSPV-PSOE      | 15/06/2019        | --           |
| Des de 2023                   | Consol Duran Diana           | PSPV-PSOE      | 17/06/2023        | --           |
| Fonts: Generalitat Valenciana |                              |                |                   |              |

## Turisme
Des de les muntanyes que equilibren el clima benigne de la vall es veu una gran panoràmica. Als voltants es troba la Font de Quart, que en anys generosos rega gran part de les terres de la vall; la medieval torre de Benavites; l'església del despoblat lloc de Benicalaf; el castell d'Almenara, i darrere, les coves de Sant Josep en la Vall d'Uixó. Les platges d'Almenara i Sagunt, i a uns 5 km de Faura, la històrica ciutat amb vestigis del seu passat de Sagunt. En ella pot admirar-se el teatre romà i en el museu, l'esmentat bou ibèric, i el castell, amb idèntic goig difícil de superar en la vista dels seus paisatges des de qualsevol punt del seu cim.

## Monuments

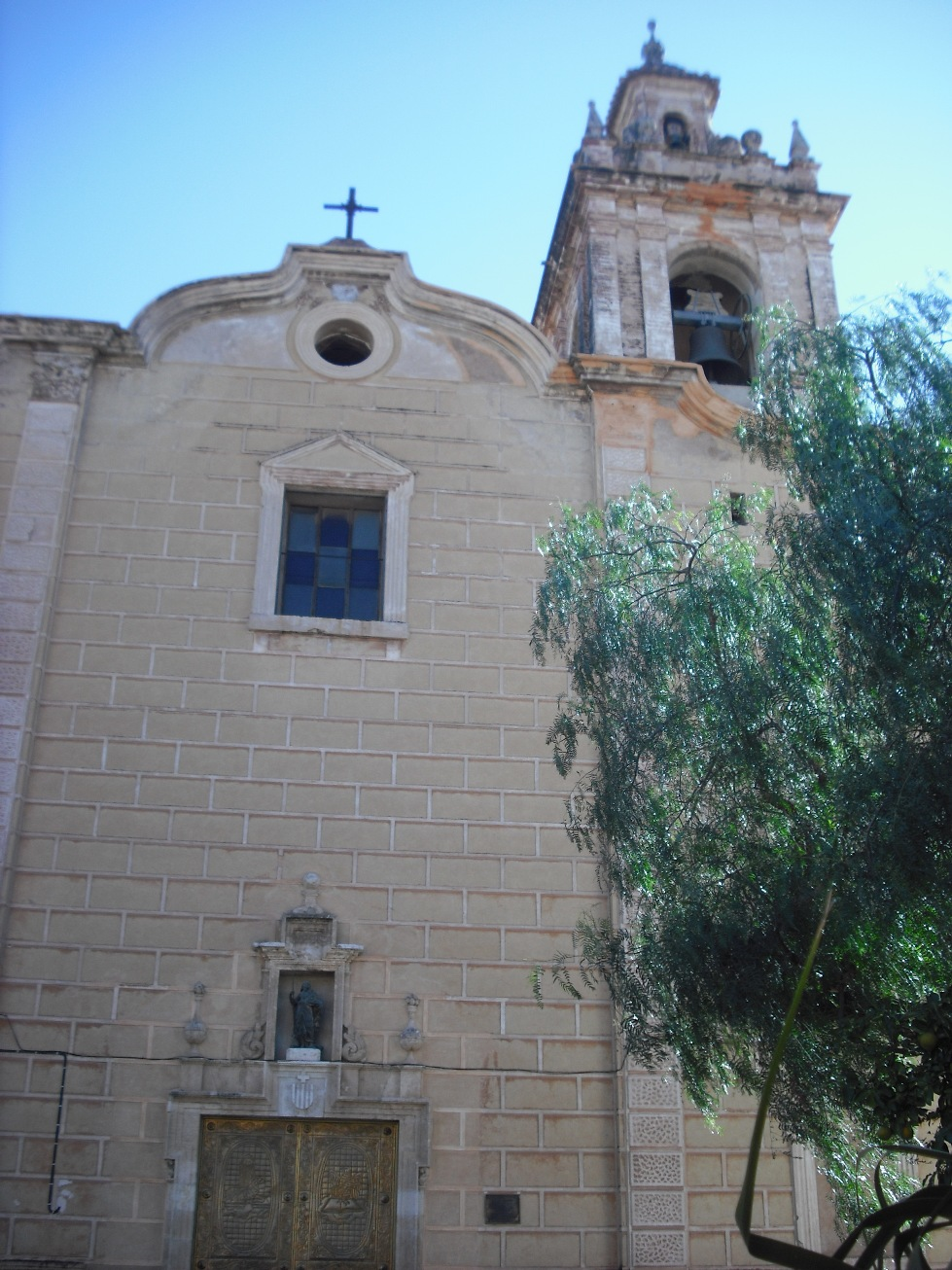
Façana de l'església dels Sants Joans.

- Església dels Sants Joans: Es va reedificar entre 1760 i 1790 sobre un temple del segle xvi. El campanar es va mantenir de manera provisional, tot i que finalment no va ser substituït i es conserva intacte.[13] L'església de Faura és possiblement la major de tota la comarca, només per darrere de Santa Maria de Sagunt, i també una de les poques bastides amb tres naus. El detall més impressionant és la gran cúpula que s'alça sobre el creuer amb tambor octogonal i llanterna.
- Casa Comtal de Faura: També anomenat palau senyorial, va ser al principi una petita fortalesa, annexa a la muralla islàmica, aspecte que va conservar en esdevenir casa residencial al segle xv, encara que va perdre la majoria dels elements fortificats.[13] Originalment va ser d'estil gòtic, encara que actualment és renaixentista en la seua major part. Conserva la sòlida escala, sense l'ampit, que dona pas des del pati a la primera planta, i la cisterna que abastia d'aigua el poble. En l'actualitat es troba totalment restaurada i rehabilitada,[14] i sota la protecció de la Declaració genèrica del Decret de 22 d'abril de 1949, i la Llei 16/1985 sobre el Patrimoni Històric Espanyol.[15] També destaca l'escut nobiliari de la família Vilarrasa, visible en la frontera del Palau Senyorial.
- Plaça d'Almorig: Era l'antiga plaça major del poblat d'Almorig, de població majoritàriament musulmana, que amb el temps acabaria sent annexionat a Faura.[13]
- Llavaner: Data dels primers anys de la postguerra i s'ha rehabilitat com a sala d'exposicions, encara que conserva encara el seu ús com a llavador públic.[13]
- Ermita de Santa Bàrbara: Es va construir en 1716 i va tenir un ermità des de 1718. A l'altar es troba una imatge de santa Bàrbara.[13] A l'ermita s'arriba pel calvari, del segle xviii i renovat el 1948. Es disposa d'una zona d'acampada al peu de la muntanya de la Rodana.
- Muralla: La vila va estar progegida per una línia de muralles on s'obrien dues portes protegides per torres, la d'Almenara o Sant Josep (al nord) i la d'Almorig o Morvedre (al sud). Va ser construïda en època andalusí i reformada després de la conquesta cristiana, encara que va començar a enderrocar durant el segle xviii pel creixement de la població. En 1840, a causa de l'assetjament de les tropes carlines, es van tornar a aixecar les muralles, de la qual avui dia només queden unes restes a la part posterior de l'església dels Sants Joans,[14] que es troben sota la protecció de la Declaració genèrica del Decret de 22 d'abril de 1949, i la Llei 16/1985 sobre el Patrimoni Històric Espanyol.[16]

## Cultura
- Fira: Té fira concedida per privilegi real, amb orígens en l'edat mitjana, el dia litúrgic de l'esmentada Santa Bàrbara, el 4 de desembre, al present celebrada el diumenge immediat amb gran concurrència de públic de Faura i dels pobles veïns. Antigament era la festa major de Faura.[17]

- Festes d'Agost: Se celebren en la segona desena d'agost en honor de l'Assumpció de la Mare de Déu i de Santa Bàrbara. Inclouen molts dels elements tradicionals valencians, com els bous al carrer, la pilota, les danses, la música, els focs artificials i les processons. Un dels actes més vistosos és la baixada de la imatge de l'ermita fins a l'església, acompanyada per coets i música de tabal i dolçaina.[17]

## Personatges il·lustres
- Álvaro Navarro Serra, Álvaro, pilotari.
- Enric Garcés i Garcés (1909 -1981), pianista, director d'orquestra i compositor.